# خشونت در هنر

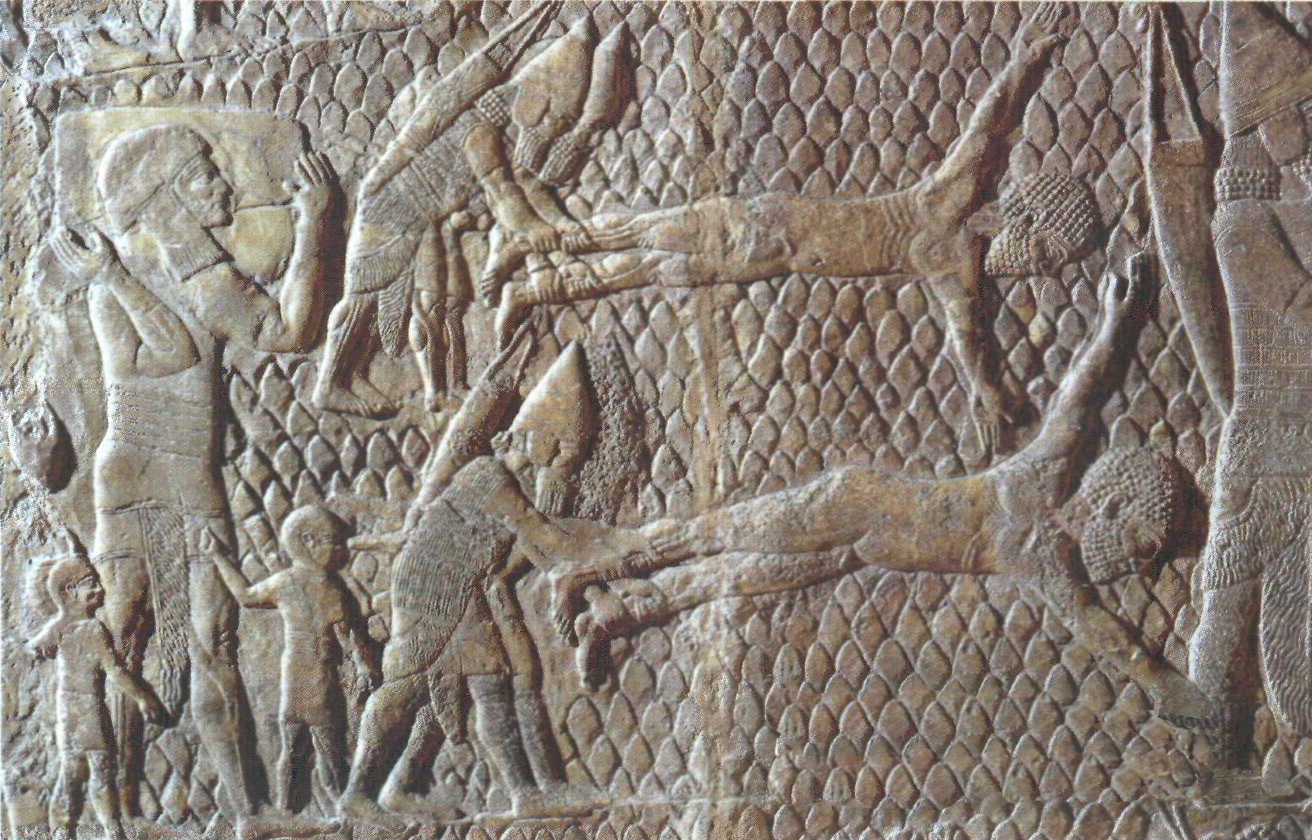
پادشاهان آشوری که شورشیان را به عنوان هشداری برای افراد دردسرساز سرکوب کرده‌اند

خشونت در هنر اشاره دارد به نمایش گذاشتن خشونت در فرهنگ عامه مانند تئاتر و سینما. قرن هاست که موضوع بحث و جدل‌های بسیاری بوده و از دیرباز در فرهنگ غرب، تصاویر گرافیکی مصائب مسیح و طیف وسیعی از تصاویر جنگی توسط نقاشان و گرافیست‌ها به تصویر کشیده شده‌است. تصاویر و توصیفات خشونت از نظر تاریخی از ویژگی‌های مهم ادبیات می‌باشد. مارگارت برودر استاد مطالعات فیلم در دانشگاه ایندیانا بیان می‌کند که خشونت زیبایی شناسانه با خشونت بی هدف متفاوت است و از آن به عنوان یک نوع سبک هنری استفاده می‌شود.

## در فیلم‌ها
منتقدان به دو گروه تقسیم می‌شوند گروهی خشونت را محتوا و مضمون فیلم می‌دانند آدرین مارتین موضع چنین منتقدانی را اینطور بیان می‌کند که خشونت واقعی بسیار متفاوت است و خشونت در فیلم تنها سرگرم‌کننده، تماشایی و ساختگی است. اما در مقابل گروهی از منتقدان نمایش خشونت در فیلم را سطحی و استثمارگرانه قلمداد می‌کنند و معتقدند که این گونه فیلم‌ها با از بین بردن حساسیت بیننده نسبت به خشونت، بر پرخاشگری آنها می‌افزاید.
کوهن بیان می‌کند در فیلم پرتقال کوکی (فیلم) به نویسندگی و کارگردانی استنلی کوبریک، اتاقی که الکس قهرمان داستان در آن زنی را می‌کشد با تابلو و تصاویر خشونت جنسی احاطه شده و در میان آن قتل زن توسط الکس چیزی نیست جز خشونت زیبایی شناسانه. دوایت گارنر نویسنده نیویورک تایمز در نقد فیلم روانی آمریکایی (فیلم) محصول سال ۲۰۰۰ بیان می‌کند: یک کمدی سیاه است، ترکیبی از طنز و خشونت. خاویر مورالس فیلم بیل را بکش: بخش ۱ ساخته کوئنتین تارانتینو را پیشگام در زیبایی سازی خشونت می‌نامد و استدلال می‌کند که استفاده فیلم از خشونت زیبایی شناسانه مانند آنچه در پرتقال کوکی دیدیم برای بیننده جذاب است و از نظر زیبایی شناختی ارزش دارد.